# America East Conference
La America East Conference è una delle conference dello sport NCAA. Gli atenei appartenenti ad essa si trovano negli Stati Uniti d'America nord-orientali. La conference fu fondata nel 1979 con la denominazione "ECAC North"; il nome "America East Conference" fu introdotto nel 1996. Gli sport praticati sono 18 (8 maschili e 10 femminili) e la sede è a Boston, in Massachusetts.

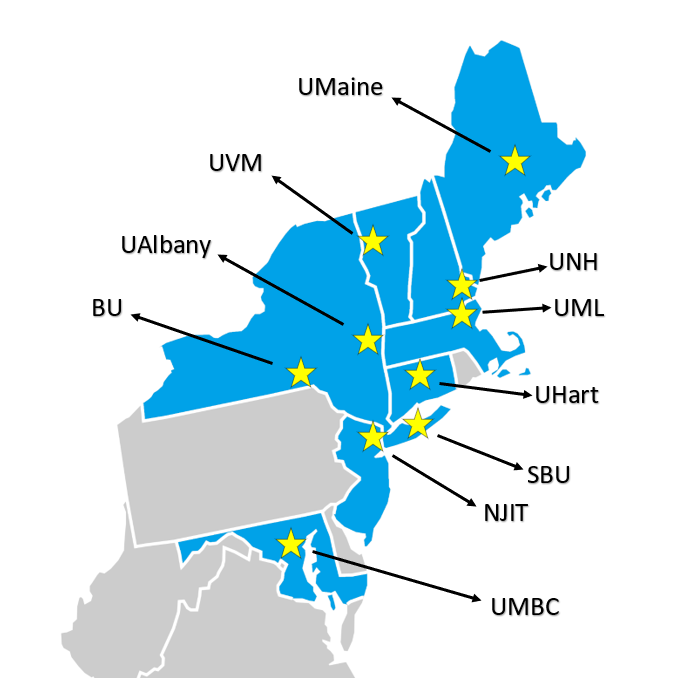
La distribuzione geografica delle università della America East Conference

## Membri attuali
| Scuola                                          | Sede                                           | Fondazione | Tipo                 | Affiliazione | Nickname    |
| ----------------------------------------------- | ---------------------------------------------- | ---------- | -------------------- | ------------ | ----------- |
| University at Albany                            | Albany, NY                                     | 1844       | Pubblica             | 2001         | Great Danes |
| Binghamton University                           | Vestal, NY (indirizzo postale: Binghamton)     | 1946       | Pubblica             | 2001         | Bearcats    |
| Bryant University                               | Smithfield, RI                                 | 1863       | Privata/Indipendente | 2022         | Bulldogs    |
| University of Maine                             | Orono, ME                                      | 1865       | Pubblica             | 1979         | Black Bears |
| University of Maryland, Baltimore County (UMBC) | Catonsville, MD (indirizzo postale: Baltimora) | 1966       | Pubblica             | 2003         | Retrievers  |
| University of Massachusetts Lowell              | Lowell, MA                                     | 1894       | Pubblica             | 2013         | River Hawks |
| University of New Hampshire                     | Durham, NH                                     | 1866       | Pubblica             | 1979         | Wildcats    |
| New Jersey Institute of Technology (NJIT)       | Newark, NJ                                     | 1881       | Pubblica             | 2020         | Highlanders |
| University of Vermont                           | Burlington, VT                                 | 1791       | Pubblica             | 1979         | Catamounts  |